# Georgia May Jagger
Georgia May Ayeesha Jagger (Londres, 12 de janeiro de 1992) é uma modelo britânica.

## Biografia
Jagger nasceu em Londres, no Reino Unido, em 1992. É filha de Mick Jagger e Jerry Hall.

## Carreira
Em 2008, Jagger assinou com Independent Models e atualmente é representada pela TESS Model Management. Ela já modelou para a Hudson Jeans, Chanel, H&M, Miu Miu, Versace e Vivienne Westwood. Em 2009, foi contratada pela empresa de cosméticos Rimmel.
Jagger participou da cerimônia de encerramento dos Jogos Olímpicos de Verão de 2012 ao lado de Kate Moss, Naomi Campbell e Lily Donaldson, representando a moda britânica.
Jagger participou da Rimmel Cosmetics in 2009 - 2015. 